# Hrvatski crkveni kantual
Hrvatski crkveni kantual je hrvatski crkveni kantual za liturgijsku glazbu. Ubraja se među najkorištenije hrvatske crkvene pjesmarice. Objavilo ga je 1934. godine Hrvatsko pjevačko društvo »Vijenac« iz Zagreba i Nadbiskupsko bogoslovsko sjemenište. Ima 602 stranice. Za muzikologiju i povijest crkvene glazbe važna je jer većina danas popularnih božićnih napjeva (Kyrie eleison, Svim na zemlji, O Betleme, Radujte se narodi...), a koje potječu iz 19. stoljeća, obuhvaća ovaj kantual.
Naknadno su ga harmonizirali ravnatelj zagrebačkog konzervatorija Franjo Dugan i članovi Cecilijinskog društva.